# Iso Koisjärvi
Iso Koisjärvi är en sjö i kommunen Petäjävesi i landskapet Mellersta Finland i Finland. Sjön ligger 147,3 meter över havet. Arean är 54 hektar och strandlinjen är 6,83 kilometer lång. Sjön  ingår i Kymmene älvs huvudavrinningsområde.   Den ligger omkring 21 kilometer väster om Jyväskylä och omkring 230 kilometer norr om Helsingfors. 